# 中川亜紀子
中川 亜紀子（なかがわ あきこ、1973年12月1日 - ）は、日本の女性声優。mitt management所属。アミューズメントメディア総合学院声優学科卒業。北海道札幌市出身。夫は作曲家の和田薫。

## 来歴
北海道札幌市に生を受ける。小学校3年生の時に青森県青森市に引っ越し、青森明の星高等学校を卒業するまで在住。幼いころから観たアニメや特撮、中学生時代に始めた演劇の影響で声優を志し、大学進学を機に上京。上京の際の進路相談では、教師、両親からの反対に会うも、まず担任の教師を説得して協力を仰ぎ、その後、2人で粘り強く1年かけて両親と交渉。最終的には両親も、演劇をずっと頑張ってきた姿を知っているので承諾する。
専修大学法学部二部に在学中の、1994年に『マクロス7』で声優デビューを果たす。なお、大学は声優業をこなしつつ4年間で卒業。アニラジ番組のラジオパーソナリティとしても活躍し、『金田一少年の事件簿』、『フォーチュン・クエストL』などで声優としての地位を築く。トルバドール音楽事務所に所属後、エクセル、フリーを経て、東京俳優生活協同組合に所属。2017年3月末日、再びフリーとなり、2020年4月よりコトリボイスに所属。2024年8月31日のコトリボイス解散に伴い、mitt managementへ移籍。
2002年に作曲家の和田薫と結婚。
小泉理奈・小谷伸子（現：nobuko）・山口克子と、声優ガールズバンド「LAMUSE」（ラミューズ）を結成していたことがある。当時所属していた事務所が音楽系の事務所であったことを縁に結成に至り、デビューに際しては事務所から2か月で演奏技術などを仕上げるように命じられた。解散の背景には音楽性の違いや不仲というものはなく、解散後もメンバーとは時々会っていた。後に『けいおん!』がヒットした時にはLAMUSEのメンバーたちと「私たち、早すぎたね」「先駆けすぎたよね」というような話はしたという。

## 人物像

### デビュー前
小学校では音楽部（器楽部との表記もある）で木琴担当。中学ではソフトボール部を辞めたあと、テニス部と演劇部をかけもち入部。これが演劇との出会いとなり、以後芝居に魅せられていく。高校は県大会に10年以上連続出場している演劇の名門校で、中川が高2の時には10数年ぶりに東北大会まで進出した。この時、生まれて初めてうれし涙を流したという。『銀河鉄道の夜』をモチーフにした〈大人になれない子供たちのために〉というサブタイトルがついた劇で、中川はカンパネルラを演じた。大学時代は声優を目指す活動と同時に演劇同好会の旗揚げに参加し、4年間、学生演劇にも励んだ。
声優を志望したのは裏方志向からであり、2017年時点でもそれは変わらない。
自分の子供時代を、無愛想、引っ込み思案、人見知りと評することが多い。自分から話しかけることはまずなく、消極的で内気で何もしゃべらず、「おとなしいね」という言葉に傷ついているような子であり、授業中に皆が手を挙げているとき、一人だけ挙げていないと逆に指されそうであるため、当てられるのが嫌でおそるおそるあげていた。友達が誘いに来ても、そのまま本を読んでいて結局行かず、日曜に友達と約束して遊びにいった記憶がほとんどない。初めて文化祭で芝居をした時は「あの中川が！」「舞台の上ではしゃべれるんだね」と言われた。音楽の時間はいつも口だけを動かして歌声は出さず、カラオケも大の苦手だったが、声優デビュー後、レコーディングやライブなどで歌う回数をかさねて克服していく。歌は声優業、演劇の延長線にあるという。
毎朝、般若心経を唱える祖母の隣で一緒に唱えるくらい、結構な「おばあちゃん子」だった。内気な子供だったが、盆踊りは大好きであった。国語の教科書を朗読することや放送委員としてマイクの前で原稿を読むことなどは楽しめた一面もあった。初恋は、小学校3年のとき。転校間際に手紙で思いを伝えた。転校後も数回手紙を出したが、それきりになった。
中学時代はとくに自分を出せなかった時期である。教師から、おとなしいことをネガティブなニュアンスで言われたことなどを両親が心配し、高校はミッション系の女子高を選択することになる。高校は自分を出せるようになった場所であり、演劇部は、居心地のいい空間をみんなで作っていた感じだという。
演劇を目指していたからこそ、がらっと違ったものを勉強しようと大学は法学部を選んだ。大学時代はパン屋、ケーキ屋、テレフォンアポインター、東京ディズニーランドのウェートレスなど、様々なアルバイトをこなした。ある程度決められた範囲で人に応対する接客業は好きだったという。
「声優になれるという自信はいつもあった。時には体力的にきつい思いをしながらも、演劇をずっと続けてきたことが気持ちの支えになっていた。」という談がある。
学生時代で得意な科目は国語、図画工作、算数、苦手な科目は体育、数学、化学、道徳、行政法総論を挙げている。

### 養成所
中川が声優を目指して活動していた当時、声優になるための情報源はまだ乏しく、養成所選びには苦労し、色々と失敗もあったという。大手の声優事務所に自分で吹き込んだデモテープを直接送りつけてみたことや、声優の勉強を何も教えてくれないところに入ったこと等もあった。一年半自分の足で歩き回って、アニメの養成所なんだから、アニメ雑誌を探せばいいのではないかと気づき、以前に愛読していた『アニメディア』と再会することになる。そこに広告が載っていた、まだ出来たばかりの原宿声優プロデュース・オフィスで、月2回のレッスン、一回の授業時間は3〜4時間という形で声優を目指して学んでいく。一年後、オーディションで花束の少女役に合格して、遂に夢であった声優デビューを果たす。この時の気持ちを、中川は、「まさに天にも昇る気持ちでした。さっきまでいた世界とは別の世界にいるような感じ。自分が二人いるような気持ちもしました。」と語る。
声優志望者に対して厳しい声優が数多くいる中では珍しく、「あやしい養成所もあるから、気をつけてね」と気遣う一方で、「声優になるのに近道なんてない。自分でまず行動に出ること。何を目指すのもそうだけど、とにかく動くこと。声優を目指してる皆、がんばってね!!」と激励する。

### 愛称
いくつもの愛称がある。あっこ、なこ、NAVI、ぅわっこ、中牌両、なかっち、姉さん・バイオニックアキコ、アキアキ、中川っち、あこぴー、社長、農場長、城主等。一番よく用いられるのは、あっこちゃん、あっこさん。

### 特技
縄跳び（特に二重とび）、ドラム（憧れのドラマーは樋口宗孝）、バタフライ泳法。

### 趣味・好きなもの
飲食物
日本茶、紅茶、コーヒーが好きである。飲みながらリラックスする時間を贅沢だと感じる。レモンを絞ったトマトジュースはたまらない。上京して初めて食べたネギトロ丼は思い出の味である。ネギをたっぷり入れた水炊き鍋が好きである。乳製品は好きだが、牛乳そのままは苦手である。酒宴の席の、場の雰囲気が好きで、酒はかなり強い。得意料理はハンバーグ。
作家・芸術家
かばんに文庫本が一冊入っていると安心するという。好きだと挙げた作家には、リチャード・バック、スティーブン・キング、北村薫、恩田陸、森博嗣等がある。好きだと挙げた版画家はシム・シメール。好きだと挙げた画家は早川義孝、ジム・ダイン、マーク・ロスコなど。
キャラクター
好きだと挙げたキャラクターには、パンシェル、『ドラえもん』のドラえもん、『ポケットモンスター』のピカチュウ、『ピーナッツ』のスヌーピー、『ゲゲゲの鬼太郎』の目玉のおやじ、『ドラゴンクエストII 悪霊の神々』のサマルトリアの王子、『ドロロンえん魔くん』のえん魔くん、『赤い光弾ジリオン』のJJ、『スター・ウォーズ』のR2D2、『ルパン三世』の次元大介、『ムーミン』のスナフキン、『星の王子さま』のキツネなどがある。
ゲーム
初めて買ったゲームは『フロントライン』、『アストロロボSASA』。初めて買ったCDは『ドラゴンクエストII 悪霊の神々』の楽曲『Love Song 探して』。
家族でこたつを囲んで『キン肉マン』のドンジャラをよくやっていたことなどをきっかけに、麻雀好きになった。もっぱらゲームやインターネット対戦だが、社会勉強と称して、豊嶋真千子と一緒に雀荘へ行ったこともある。
ファッション
白いTシャツにジーパンが自分らしくて一番好きな服装だと、度々言ったことがある。デニムはジャケットも好む。コートにすっぽりと包まれるのが好きである。胎内回帰願望があるのかもという。サングラスは外出の時の必需品である。グラビアで浴衣姿を何度か披露した。『金田一少年の事件簿』、『フレッシュプリキュア!』のアフレコ現場では、出演声優陣で示し合わせて、浴衣での収録を行ったこともある。『炎神戦隊ゴーオンジャー』のイベントに参加したときも浴衣姿であった。
季節
四季は「どの季節も恋しく待ち遠しいが、北国育ちのせいか寒い時期が特に好き」という。冷たい風がふいてくると、懐かしい友達にあったようですごく嬉しくなり、雪が降ってきたら応援してくれていると感じる。放射冷却現象が起きている朝の青空が大好きである。
F1
F1好きでハインツ＝ハラルド・フレンツェンのファンと公言することが多かった。もみあげが気に入っている。
恐竜
恐竜が好きで、『ジュラシック・パーク』は映画を視聴後、原作小説も読了。『ディノクライシス』もプレイ済み。しかし、ヘビ、ワニ、イグアナなどの爬虫類は、嫌いではないが抱きしめられない気がするという。
ラジオ
斉藤洋美の『ラジオはアメリカン』の熱心なリスナーだった時期があり、公開録音に行ったこともある。
遊園地
特に絶叫マシン系が好きである。観覧車も大好きである。
花火
花火大会の打ち上げ花火の音が聞こえてくると、いてもたってもいられなくなる。一方で線香花火も好きである。
楽器
上京してライブをたくさん見るうちに、ドラムが一番気持ち良さそうに感じていった。声優デビュー後に、今からじゃ遅いかもと思いながらも習い始め、後にLAMUSEで仕事の一つになってしまう。音色が一番好きなのはピアノ。自身のライブでウクレレを披露したこともある。
場所
空港、港等、旅立つ場所が好きである。天空庭園に憧れがある。
海の生物
鯨、シャチ、イルカ、デバスズメダイ、マンボウ、オニイトマキエイなどが好きである。
金属
金銀銅では、「地球の土から生まれたってカオをしてる」と感じる銅が一番好きである。市民マラソン大会で銅メダルをもらったことがあるのだが、20位以下全員がもらえる参加賞的なものであった。
サッカー
柴崎岳選手のファン。
言葉
座右の銘は「汝の日常を愛せよ。」

## エピソード
- 歌手としてデビューした際には、自身がアイドル的な立場を持っていなかったことから事務所の社長に対して「なんで私なんですか?」「私が歌う意味って何ですか?」と問うた。2017年のムックのインタビューでは「今となっては『なんて贅沢なことを!』と思いますけど」と当時を反省している[18]。
- 『金田一少年の事件簿』の七瀬美雪役は、『金田一少年の事件簿』自体がドラマ性のある物語と言うことで、演劇部の頃を思い出して小劇場でやるような気持ちで台本を読んでいた[12]。
- デビュー前は声優に対する目標や憧れと言う段階を越えて、自分が大物声優たちと共演することが既定路線であるかのように妄想していたが、大役を次々と任されるうちに夢が叶ったという実感を覚える余裕がなくなっていったという[12]。
- CDデビューに関してはレコード会社間で争奪戦があったとも言われているが、本人は2017年の書籍で否定している[28]。
- 自身の曲でお気に入りなのは『太陽の少女インカちゃん』の「SUN」。本人は好きな理由について「歌いやすいのもありがたくて」と答えている[29]。作品として満足度が高いのは2枚目のアルバム『微笑みのSoldier』。このアルバムは自身が制作に大きく関わっており、作詞も5曲担当したため、本人もこのアルバムには思い入れがある[29]。
- 特撮ドラマ『ボイスラッガー』はハードスケジュールであることで思い出に残っており、スタッフも不眠不休で働いていたことを明かしている[30]。
- デビュー当初は仕事と言えば『マクロス7』のアフレコとラジオの出演がある程度であったにもかかわらず、雑誌にアイドル的に顔がでかでかと掲載されていることがあり、自分の仕事量とビジュアル露出の釣り合いが取れていないこと、"アイドル声優"と呼ばれることなどに疑問と葛藤があった[31]。
- 斉藤洋美がパーソナリティを務めていた『ラジオはアメリカン』のヘビーリスナーであり、自分もいつかはラジオ番組を行いたいと憧れていた[32]。
- 吉田小百合は同世代における親友であり、悩みを話し合えるような仲である。吉田とはKSSのゲームの仕事を一緒に行って意気投合し、2017年時点でも連絡を取り続けている[33]。
- 1990年代の声優界では飯塚雅弓がポジション的に近かったとされた[33]。『声優グランプリ』1997年10月号の表紙を飯塚と共に飾った際[34]、飯塚は撮影に慣れてる感満載で中川は「はーっ……。さすが」となったという[33]。また、飯塚はスタッフに対する気遣いもちゃんとしており、中川は「そうなんだ。ほへーっ」とただ見ているしかなかった[33]。当時は笑顔の作り方が出来ておらず、年下でありながら芸歴が長い飯塚が先輩みたいな感じであったという[33]。

## 出演
太字はメインキャラクター。

### テレビアニメ
1994年
- マクロス7（花束の少女、シビル、オペレーター）

1995年
- 愛天使伝説ウェディングピーチ（竹内秋子）
- 神秘の世界エルハザード

1996年
- こどものおもちゃ（1996年 - 1997年、唯、真子）

1997年
- 金田一少年の事件簿（1997年 - 2016年、七瀬美雪、小泉蛍子、楊蘭） - 3シリーズ + 特別編1作品
- フォーチュン・クエストL（パステル・G・キング）

1998年
- センチメンタルジャーニー（工藤千草）
- DTエイトロン（シーナ）
- 花さか天使テンテンくん（百合川サチコ）
- 烈火の炎（子美）
- LET'S ぬぷぬぷっ（高木よし子 他）

1999年
- 週刊ストーリーランド「父ちゃんはべっぴんさん」（あや乃）

2000年
- 犬夜叉（2000年 - 2010年、日暮草太） - 2シリーズ
- しましまとらのしまじろう（やぎのやっくん）

2001年
- 仰天人間バトシーラー（カッパーンクィーン3世、アンコウモリ）
- ちっちゃな雪使いシュガー（アンヌ）
- パラッパラッパー（スージー）
- ピポパポパトルくん（はやと、ななこ、UFOくん）
- ONE PIECE（ミス・ゴールデンウィーク）

2002年
- 激闘!クラッシュギアTURBO（蘭芳、ジーナ・ファイアスティン）
- 東京アンダーグラウンド（マリー）
- 東京ミュウミュウ（柳田もえ、タカシ、チンチャ、アナウンス）
- ロックマンエグゼ（2002年 - 2006年、緑川ケロ、トードマン） - 4シリーズ
- HAPPY★LESSON（十隠カンナ）
- ふぉうちゅんドッグす（キャミー）

2003年
- 明日のナージャ（テレーズ）
- SDガンダムフォース（セーラ）
- GAD GUARD（女性）
- 探偵学園Q（栗田澄香）
- HAPPY★LESSON ADVANCE（十隠カンナ）

2004年
- アガサ・クリスティーの名探偵ポワロとマープル（モリー）
- 火の鳥（少女、侍女）
- ふたりはプリキュア（矢部千秋）
- マリア様がみてる（久保栞）

2005年
- ツバサ・クロニクル（密偵衆のアキラ / 伊集院玲）

2006年
- ふたりはプリキュア Splash Star（安藤加代）

2007年
- Yes!プリキュア5（女性）

2008年
- ワールド・デストラクション 〜世界撲滅の六人〜（リナン）

2009年
- フレッシュプリキュア!（2009年 - 2010年、山吹祈里 / キュアパイン）

2013年
- たまごっち! みらくるフレンズ（デコレっち） - 2シリーズ

2014年
- ハピネスチャージプリキュア!（キュアパイン）

### 劇場アニメ
1995年
- マクロス7 銀河がオレを呼んでいる!（花束の少女）

1996年
- 金田一少年の事件簿・オペラ座館・新たなる殺人（七瀬美雪）

1999年
- 金田一少年の事件簿2 殺戮のディープブルー（七瀬美雪）

2001年
- 犬夜叉 時代を越える想い（日暮草太）

2002年
- 犬夜叉 鏡の中の夢幻城（日暮草太）
- キン肉マンII世 マッスル人参争奪!超人大戦争（ダレナンダ姫）

2003年
- 犬夜叉 天下覇道の剣（日暮草太）

2005年
- ロックマンエグゼ 光と闇の遺産（緑川ケロ）

2009年
- 映画 プリキュアオールスターズDX みんなともだちっ☆奇跡の全員大集合!（山吹祈里 / キュアパイン）
- 映画 フレッシュプリキュア! おもちゃの国は秘密がいっぱい!?（山吹祈里 / キュアパイン）

2010年
- 映画 プリキュアオールスターズDX2 希望の光☆レインボージュエルを守れ!（山吹祈里 / キュアパイン）

2011年
- 映画 プリキュアオールスターズDX3 未来にとどけ! 世界をつなぐ☆虹色の花（山吹祈里 / キュアパイン）

2012年
- 映画 プリキュアオールスターズNewStage みらいのともだち（山吹祈里 / キュアパイン）

2018年
- 映画 HUGっと!プリキュア♡ふたりはプリキュア オールスターズメモリーズ（山吹祈里 / キュアパイン）

2021年
- #セカイが滅びる前にキミに会いたい（ミチル）

### OVA
- シャーマニックプリンセス（1996年、スザンナ・ホワイト）
- 電脳戦隊ヴギィ'ズ★エンジェル（1997年、おキヌちゃん）
- スターライトスクランブル 恋愛候補生（1998年、楠原利奈）
- ヨコハマ買い出し紀行（1998年、鷹津ココネ）
- ヨコハマ買い出し紀行 -Quiet Country Cafe-（2002年、鷹津ココネ）
- 金田一少年の事件簿「黒魔術殺人事件」（2012年、七瀬美雪）

### ゲーム
1997年
- 竜機伝承PLUS（キュイ）
- 竜機伝承2（ルーチェ・リュビ）
- 竜機伝承〜DRAGOON〜（キュイ）

1998年
- お嬢様特急（飯山みらい）
- 恋愛候補生 STARLIGHT SCRAMBLE（楠原利奈）
- DEBUT21（真木ちさ）
- すごべんちゃー ドラゴンマスターシルク外伝（白藤深月）
- 無人島物語R（橋本優希実）
- 名探偵コナン（裕美）
- ロマンレーヌ（ナキ）

1999年
- Lの季節 〜A piece of memories〜（弓倉亜希子）
- めぐり愛して（相馬七恵）
- 輝く季節へ（里村茜）

2001年
- エンジェルプレゼント（朝霧あやめ）
- 春雨曜日（綺羅）
- From TV animation ONE PIECE とびだせ海賊団!（ミス・ゴールデンウィーク）
- マーメイドの季節（若葉琴野）

2002年
- From TV animation ONE PIECE グランドバトル!2（ミス・ゴールデンウィーク）

2004年
- F 〜ファナティック〜（アニー・ホワイト）

2005年
- 第3次スーパーロボット大戦α 終焉の銀河へ（シビル）
- ONE PIECE グラバト! RUSH（ミス・ゴールデンウィーク）

2006年
- ふたりはプリキュア Splash Star パンパカゲームでぜっこうちょう!（安藤加代）

2009年
- 金田一少年の事件簿 悪魔の殺人航海（七瀬美雪）
- マクロスアルティメットフロンティア（シビル）

2011年
- マクロストライアングルフロンティア（シビル）

2012年
- ONE PIECE ワンピーベリーマッチIC（ミス・ゴールデンウィーク）

2015年
- 第3次スーパーロボット大戦Z 天獄篇（シビル）
- ブレイブソード×ブレイズソウル

2017年
- プリキュア つながるぱずるん（山吹祈里 / キュアパイン）

2021年
- 探偵撲滅（美食探偵）

2022年
- Ikai（2022年、晴香）
- インディゴ7（カレン）

2024年
- 逆転オセロニア（ポルカ）

### 吹き替え

#### 映画
- ネフュー（アイシュリン）
- プリッジ（クリシー）

#### アニメ
- アグリードール（ラッキーバット）
- なかよしおばけ（エドワール）※DVD新録版

### 特撮
1999年
- ボイスラッガー（帆村明子 / ボイスラッガールビー）

2004年
- ウルトラQ dark fantasy（ガラQの声）

2008年
- 炎神戦隊ゴーオンジャー（ボンパーの声）
- 炎神戦隊ゴーオンジャー BUNBUN!BANBAN!劇場BANG!!（ボンパーの声）
- 炎神戦隊ゴーオンジャー BONBON!BONBON!ネットでBONG!!（ボンパーの声）

2009年
- 劇場版 炎神戦隊ゴーオンジャーVSゲキレンジャー（ボンパーの声）

2010年
- 侍戦隊シンケンジャーVSゴーオンジャー 銀幕BANG!!（ボンパーの声）

2011年
- 海賊戦隊ゴーカイジャー（ボンパーの声）

2013年
- 非公認戦隊アキバレンジャー シーズン痛（公認様の女性戦士の声〈第1痛〉、ハリケンブルーの声）

2018年
- 炎神戦隊ゴーオンジャー 10 YEARS GRANDPRIX（ボンパーの声）

### ラジオ
- 電撃大作戦（メインパーソナリティは田中真弓と笠原留美。アシスタントとしてラジオデビュー）
- マクロスワールド（子安武人とともにパーソナリティ）
- フォーチュン・クッキー（FUZZさんこと深沢美潮とともにパーソナリティ）
- 内藤寛のZigZagアンテ〜ナ（ゲームプログラマー内藤寛とともにパーソナリティ）
- 中川亜紀子LUCKY FARM（初のソロパーソナリティ）
- 声優になりたぁい〜LAMUSEへの道〜（LAMUSEのメンバーでパーソナリティ）
- VOICE OF WONDERLAND（1997年12月のマンスリーパーソナリティ。このラジオ番組はアシスタントの神谷浩史が固定でパーソナリティが月替わりだった）
- Radioあ!LAMUSE（LAMUSEのメンバーでパーソナリティ）
- らららLAMUSE（LAMUSEのメンバーでパーソナリティ）
- あっことめぐのまじかるエッグへようこそ（那須めぐみとともにパーソナリティ）
- 中川・松風@熱プー大陸（松風雅也とともにパーソナリティ）
- 中川亜紀子のHeart to Heart
- 謎はすべて解けた! 〜樹林伸の推理クイズ〜 第1〜6弾（樹林伸、千野秀和とともにパーソナリティー）
- 中川亜紀子LUCKY FARM+

### 雑誌連載
- Relaxation Time - 声優グランプリに連載。グラビアとポエム。
- Cotton Candy - アニメディアに連載。声優になるまでの経緯や声優になってからの体験談を語る。
- ぽけっと・ぱれっと、よろず屋中川 - 声優グランプリに連載。コラム。

### CD

#### シングル
- Sweet Pain
- とびきりピュアラブ（真紀ちさ名義でシングルカット）
- 夢の都 TOKYO LIFE

#### アルバム
- Songs & Days
- Winter Tales from Akiko Nakagawa
- graduation
- 微笑みのSoldier!
- I.O.（ラジオ番組LUCKY FARM企画アルバム）
- FRIENDS（自主制作のプライベートミニアルバム）

#### ドラマCD
- マクロス7 CDシネマ（少女A）
- ガンドライバー（アンナ・ストーン・ゴクレイエ）
- 太陽の少女インカちゃん（インカちゃん）
  - 主題歌「SUN」（作詞：松本有加 作曲：安部純、編曲：安部純・武藤星児、初レコーディング曲）
- はりきり！ ふろーずん・ぷりてぃ（十姉妹参美）
  - テーマソング「Frozen Kiss」（作詞・作曲：安部純、編曲：武藤星児）
- デスクトップのメイドさん ドラマCD（メイファン）
- 吸血姫美夕 CDシネマ1（少女）
- ハイパーあんな（高槻あんな）
- 京四郎（西山麗子）
- 特攻天女（神崎留華）
- 放課後恋愛クラブ 恋のデュエット（織原早苗）
- 声優になりたぁい〜LAMUSEへの道〜シリーズ（中川亜紀子役）
- LAMUSE FIGHT!（中川亜紀子役）
- Lの季節 ドラマCD（弓倉亜希子）
- 多重人格探偵サイコ シリーズ
  - MPD-PSYCHO サイコ サウンド・ストーリー（紘永彩子）
- 超鉄大帝テスラ（スカーレット・テスラ）
  - 主題歌「アイリスのkiss」（with 南央美、作詞：白倉由美、作曲：松本洋一）
- 天国に涙はいらない 臥竜鳳雛夫婦雛（佐々木律子）
- フォーチュン・クエスト シリーズ（パステル・G・キング）
  - フォーチュン・クエスト 外伝「パステルの旅立ち」
  - フォーチュン・クエスト バイト編「夕日が二つに見えた夜」
- ヨコハマ買い出し紀行 シリーズ
  - ヨコハマ買い出し紀行（少女）
  - ヨコハマ買い出し紀行2（鷹津ココネ）
    - 挿入曲「月にハミング」（ハミング with 椎名へきる、作曲：GONTITI）

  - ヨコハマ買い出し紀行3（鷹津ココネ）
- リーディングストーリー シリーズ
  - リーディングストーリー 飛ぶ教室、その他の短編「私はその瞬間まであなたのものだった」
  - リーディングストーリー「BaBy BaBy」
- ボイスラッガー外伝 vol.1（帆村明子）
- ノーティボーイ（加藤有里）
- BUD BOY（夕姫）
- Aika special mission 3〜Mary Gene（みさき）
- 犬夜叉シリーズ（日暮草太）
  - ドラマアルバム2「犬夜叉 嵐と祭りの宝来島！」
  - ドラマアルバムスペシャル 「犬夜叉 紅と白の歌合戦!」 犬夜叉版・殺生丸版
- スターライトスクランブル 恋愛候補生 ラジオ・スクランブル（楠原利奈）
- 風姫外伝 花鎮めの風（千手丸）
- ファルコムクラシックス オリジナルCDドラマ「イースI/女神の記憶」（レア）

### その他コンテンツ
- 新説!?日本ミステリー（ハニワン）
- BLITZ INDEX（ナレーション）
- アニメ世界の名作シリーズ『ファーブル昆虫記』（ファーブルくん、教材アニメDVD）
- 女三匹（朗読劇。あおきさやかと共演）
- 生活構造改革（CS放送の番組。顔出しでアシスタント）
- フレッシュプリキュア! ミュージカルショー〜うたって おどって しあわせゲットだよ!!〜（山吹祈里 / キュアパイン）
- 脳内ワードQ ヒキダス!（ナレーション）